# Gavião Guerreiro
Gavião Guerreiro (também conhecido como Warhawk) é um personagem fictício da DC Comics. Ele é o filho de John Stewart (Lanterna Verde) e Shayera Hol (Mulher-Gavião), membros fundadores da Liga da Justiça na versão animada da série. Apresentado como integrante da equipe em sua versão futura, sua primeira aparição foi no episódio em duas partes O Chamado da série Batman do Futuro. Atende pela identidade civil de Rex Stewart (nome dado em homenagem do Lanterna Verde ao seu melhor amigo, Rex Mason). Tem a pele clara e olhos verdes.

## História

### Batman do Futuro
Gavião Guerreiro nutria certa antipatia e desconfiança em relação ao novo homem-morcego, postura que mudaria ao longo de sua convivência com o jovem guardião de Gotham City.

### Liga da Justiça Sem Limites
Teve um encontro com seu pai no arco Era Uma Vez Pelo Tempo em Liga da Justiça Sem Limites. Warhawk apareceu ainda no episódio Epílogo. Além disso, foi mencionado em: "A sombra do gavião" e "História antiga". 

### Justice League Beyond
Warhawk também é retratado nos HQ's digitais (digital first) Batman Beyond, Super Beyond, mas especialmente nos títulos Justice League Beyond e Justice League Beyond 2.0. Nesses quadrinhos foram retratados a origem do personagem, sua interação com a nova Liga da Justiça e seu relacionamento amoroso com a personagem Aquagirl (Mareena Curry).
Em Justice League Beyond é confirmado que Rex é realmente filho de John e Shayera. Ele é fruto da retomada da relação desses dois heróis, após a morte da antiga namorada do Lanterna Verde. Seu nascimento fez com que seus pais se desligassem da Liga da Justiça para criá-lo. 
É sabido ainda, que Rex, assim que completou 18 anos, fez uma viagem para Thanagar na qual liderou as forças do planeta de sua mãe contra os invasores  Gordanianos. Mesmo sendo um lider excepcional e vitorioso, Rex foi discriminado pelos thanagarianos por ser filho da "traidora", por ser híbrido e por não possuir asas. 
Depois da libertação de Thanagar, Warhawk voltou à Terra, onde se juntou a Superman e Big Barda na Liga da Justiça. Algum tempo depois, Rex é auxiliado por Mareena Curry, filha de Aquaman (Arthur Curry) e Mera, a derrotar o vilão Kanjar-Ro. Mesmo naquele contexto de perigo eles se apaixonam e Rex se torna uma motivação para Aquagirl se juntar a Liga e uma das razões para a garota fugir da super proteção de seu pai em Atlantis.
Rex tem uma personalidade forte e muitas vezes entra em conflito com seus colegas de equipe. É especialmente receoso e preocupado com traições e espionagem no time, o que já o fez entrar em conflito com Micron (que já teve a mente controlada e traiu a Liga em prol da organização criminosa chamada Kobra) e com Zod (filho do criminoso criptoniano Jax-Ur). Especula-se que essa preocupação seja relacionada ao passado de espiã de sua mãe, Shayera. Apesar disso, Rex é um membro leal respeitado e admirado pelos terraqueos e por seus colegas de equipe.

## Poderes
Muito embora não possua asas orgânicas, como as de sua mãe, utiliza-se das propriedades anti gravitacionais do metal enésimo para voar, além disso, sua armadura é dotada de um propulsor que o auxilia nos voos. Quando necessário aciona uma couraça de metal Nth, a fim de protegê-lo em suas missões. Também usa armas revestidas com o referido metal. Em sua armadura ostenta o desenho de um falcão, em homenagem à mãe.